# Liste der Baudenkmäler in Münchsteinach
Auf dieser Seite sind die Baudenkmäler in der mittelfränkischen Gemeinde Münchsteinach zusammengestellt. Diese Tabelle ist eine Teilliste der Liste der Baudenkmäler in Bayern. Grundlage ist die Bayerische Denkmalliste, die auf Basis des Bayerischen Denkmalschutzgesetzes vom 1. Oktober 1973 erstmals erstellt wurde und seither durch das Bayerische Landesamt für Denkmalpflege geführt wird. Die folgenden Angaben ersetzen nicht die rechtsverbindliche Auskunft der Denkmalschutzbehörde.

## Baudenkmäler nach Gemeindeteilen

### Münchsteinach
Ehemaliges Benediktinerkloster

| Lage                         | Objekt | Beschreibung | Akten-Nr.    | Bild           |
| ---------------------------- | --- | --- | ------------ | -------------- |
| Kirchenweg 2, 2 a (Standort) | Ehemaliges Äußeres Torhaus                                                                                            | Zweigeschossiger Schopfwalmdachbau mit Fachwerkobergeschoss und rundbogiger Tordurchfahrt, 1743, westlicher Satteldachanbau später | D-5-75-150-4 | weitere Bilder |
| Kirchenweg 3 (Standort)      | Ehemaliges Inneres Torhaus, Gästehaus, später Forst-/Amtshaus                                                         | Zweigeschossiger langgestreckter Walmdachbau mit Fachwerkobergeschoss, rundbogiger Tordurchfahrt und geohrten Hausteinrahmungen, bez. 1743 | D-5-75-150-4 | weitere Bilder |
| Kirchenweg 4 (Standort)      | Sogenannte Neue Abtei/Schlösschen                                                                                     | Dreigeschossiger Halbwalmdachbau mit Eckquaderung und Abtritterker, vorgelagert Zwingermauer und schmiedeeisernes Tor (später), 1519/20 | D-5-75-150-4 | weitere Bilder |
| Kirchenweg 5 (Standort)      | Ehemalige Scheune, heute Kulturscheune                                                                                | Über L-förmigen Grundriss, Fachwerkbau mit Satteldach, 18. Jh. | D-5-75-150-4 | weitere Bilder |
| Kirchenweg 5a (Standort)     | Ehemalige Scheune, heute Gemeindehaus                                                                                 | Über L-förmigen Grundriss, Fachwerkbau mit Krüppelwalmdach mit Hopfengauben, 18. Jh. | D-5-75-150-4 | weitere Bilder |
| Kirchenweg 6 (Standort)      | Ehemaliger Konventsbau, nach Beschädigungen Amtsgebäude ab 1525, Schule 1857–1947, Rathaus und Kindergarten seit 1986 | Zweigeschossiger langgestreckter Satteldachbau mit Schleppgauben, über Resten des 15. Jh., mehrere spätere Umbauten | D-5-75-150-4 | weitere Bilder |
| Kirchenweg 6 (Standort)      | Ehemalige Innere Klostermauer                                                                                         | Bruchsteinmauerwerk mit Rundbogenportal, 1491, erneuert im 16. Jh. und 1860/61 | D-5-75-150-4 | weitere Bilder |
| Kirchenweg 7 (Standort)      | Evangelisch-lutherische Pfarrkirche St. Nikolaus, ehemalige Benediktinerklosterkirche                                 | Romanischer Sandsteinquaderbau, kreuzförmige Pfeilerbasilika mit eingezogenem Chor mit halbrunder Apsis und Chorflankenturm mit Spitzhelm, 1139–80, Ostteil erneuert um 1220, Langhausdach dendro.dat. 1323/24, Teilzerstörung 1525, Querhausdach dendro.dat. 1565, Chordach dendro.dat. 1604/05, Barockisierung und Turmaufstockung 1723–35, mehrere Umbauten, wie Strebepfeiler am Turm, 19. Jh.; mit Ausstattung | D-5-75-150-4 | weitere Bilder |

| Lage                               | Objekt                                       | Beschreibung | Akten-Nr.     | Bild           |
| ---------------------------------- | -------------------------------------------- | --- | ------------- | -------------- |
| Bachstraße 3 (Standort)            | Dorfschmiede                                 | Zweigeschossiger Walmdachbau mit Hopfengauben, Eckpilastern, Gesimsbändern und Rahmungen aus Sandstein, 1834                                                                                          | D-5-75-150-1  | weitere Bilder |
| Hartstraße 1 (Standort)            | Ehemalige Schafscheune                       | Massiver Bau mit Fachwerkgiebeln und Halbwalmen, 17./18. Jahrhundert | D-5-75-150-22 | BW             |
| Kirchenweg 1 (Standort)            | Pfarrhaus                                    | Zweigeschossiger Walmdachbau mit teils genuteten Ecklisenen, profiliertem Sohlbankgesims und profilierten Rahmungen, 1842                                                                             | D-5-75-150-2  | weitere Bilder |
| Neuebersbacher Straße 1 (Standort) | Ehemalige Klostermühle: Wohnhaus             | Zweigeschossiger Walmdachbau mit Schleppgauben, Fachwerkobergeschoss, im Erdgeschoss Ecklisenen und geohrte Hausteinrahmungen, bezeichnet „1736“                                                      | D-5-75-150-5  | weitere Bilder |
| Neuebersbacher Straße 1 (Standort) | Ehemalige Klostermühle: Scheune              | Fachwerkbau mit Satteldach, bezeichnet „1766“ | D-5-75-150-5  | weitere Bilder |
| Neuebersbacher Straße 1 (Standort) | Ehemalige Klostermühle: Hofmauer             | Bruchsteinmauerwerk, 18. Jahrhundert | D-5-75-150-5  | weitere Bilder |
| Neustädter Straße 4 (Standort)     | Scheune                                      | Gitterfachwerk mit Satteldach und einseitigem Krüppelwalm, bezeichnet „1783“ | D-5-75-150-6  | weitere Bilder |
| Neustädter Straße 5, 7 (Standort)  | Ehemaliges Badehaus und Klosterbrauerei      | Zweigeschossiger Walmdachbau, Gitterfachwerk, um 1680/90 | D-5-75-150-7  | weitere Bilder |
| Neustädter Straße 13 (Standort)    | Wohnhaus, Polizeistation ab 1912             | Zweigeschossiger Fachwerkbau mit geschwungenen und geraden Kreuzen, mit Krüppelwalmdach, Zwerchhaus und zweiflügliger geschnitzter Tür bezeichnet „1821“, Obergeschoss, zweite Hälfte 19. Jahrhundert | D-5-75-150-8  | weitere Bilder |
| Neustädter Straße 13 (Standort)    | zwei Scheunen                                | Zweigeschossige traufseitige Fachwerkbauten mit Satteldächern und teils flachen, breiten Schleppgauben, 1. Hälfte 19. Jahrhundert                                                                     | D-5-75-150-8  | weitere Bilder |
| Neustädter Straße 13 (Standort)    | Hoftor                                       | Zwei schmiedeeiserne Flügel, 19. Jahrhundert | D-5-75-150-8  | weitere Bilder |
| Raiffeisenstraße 1 (Standort)      | Ehemalige Brauereischeune, heute Schreinerei | Stattlicher Fachwerkbau mit steilem Krüppelwalmdach, schmalen Fledermausgauben und südlich weit auskragendem Schopf, bezeichnet „1792“                                                                | D-5-75-150-9  | BW             |
| Raiffeisenstraße 3 (Standort)      | Gasthaus Klosterbrauerei                     | Zweigeschossiger Walmdachbau mit Fachwerkobergeschoss und -aufzugszwerchhaus, 18. Jahrhundert | D-5-75-150-10 | BW             |
| Steigerwaldstraße 3 (Standort)     | Wohnhaus                                     | Zweigeschossiger giebelseitiger Satteldachbau mit Fachwerkobergeschoss, um 1800 | D-5-75-150-11 | BW             |
| Steigerwaldstraße 9 (Standort)     | Wohnhaus                                     | Zweigeschossiger Sandsteinquaderbau mit Satteldach, Eckerker und Risalit mit Zwerchhausrisalit, historisierender Jugendstil, bezeichnet „1911“                                                        | D-5-75-150-12 | BW             |
| Steigerwaldstraße 15 (Standort)    | Wohnhaus                                     | Zweigeschossiger Massivbau mit steilem Walmdach und Hopfengaube, teilweise Fachwerk, dendro.dat. 1698                                                                                                 | D-5-75-150-13 | weitere Bilder |

### Abtsgreuth
| Lage                              | Objekt              | Beschreibung                                                            | Akten-Nr.     | Bild           |
| --------------------------------- | ------------------- | ----------------------------------------------------------------------- | ------------- | -------------- |
| Altershäuser Straße 14 (Standort) | Gasthaus Weißes Roß | Zweigeschossiger Walmdachbau mit Ecklisenen und bandförmigem Gurtgesims | D-5-75-150-14 | weitere Bilder |
| Altershäuser Straße 14 (Standort) | Zwei Torpfeiler     | mit Pinienzapfenbekrönung; erste Hälfte 19. Jahrhundert                 | D-5-75-150-14 | weitere Bilder |

### Altershausen
| Lage                       | Objekt                                           | Beschreibung | Akten-Nr.     | Bild           |
| -------------------------- | ------------------------------------------------ | --- | ------------- | -------------- |
| An der Steige 3 (Standort) | Wohnstallhaus                                    | eingeschossiger, verputzter Satteldachbau mit Fachwerkgiebel, 18./frühes 19. Jh.                                                                                         | D-5-75-150-24 | BW             |
| Mühlenweg 4 (Standort)     | Evangelisch-lutherische Filialkirche St. Michael | Chorturmkirche, Sandsteinquaderbau, Langhaus mit Satteldach, viergeschossiger Turm mit Gurtgesimsen und Spitzhelm, 1701, über Kern des 16. Jahrhunderts; mit Ausstattung | D-5-75-150-15 | weitere Bilder |
| Mühlenweg 4 (Standort)     | Kirchhofmauer                                    | Bruchsteinmauerwerk mit zwei Torpfeilern, 18./19. Jahrhundert | D-5-75-150-15 | weitere Bilder |
| Mühlenweg 5 (Standort)     | Mühle                                            | Zweigeschossiger Satteldachbau, Steinquader und Fachwerkgiebel mit K-Streben und Rauten, teils durchkreuzt, bezeichnet mit „1772“                                        | D-5-75-150-16 | BW             |

### Mittelsteinach
| Lage                                | Objekt                    | Beschreibung | Akten-Nr.     | Bild           |
| ----------------------------------- | ------------------------- | --- | ------------- | -------------- |
| Münchsteinacher Straße 1 (Standort) | Ehemaliges Gasthaus Thier | Zweigeschossiger Satteldachbau mit südseitigem Krüppelwalm, Eckpilastern und bandförmigen Gurtgesimsen, erste Hälfte 19. Jahrhundert | D-5-75-150-17 | weitere Bilder |
| Münchsteinacher Straße 1 (Standort) | Remise                    | Langgestreckter, eingeschossiger Satteldachbau mit südseitigem Halbwalm, Kniestock und Korbbogenöffnungen, 2. Hälfte 19. Jahrhundert | D-5-75-150-17 | weitere Bilder |

### Neuebersbach
| Lage                       | Objekt               | Beschreibung | Akten-Nr.     | Bild |
| -------------------------- | -------------------- | --- | ------------- | ---- |
| Neuebersbach 7 (Standort)  | Gasthaus Grüner Baum | Zweigeschossiger Krüppelwalmdachbau mit einseitiger Mansarde, Fachwerkobergeschoss, Ende 18. Jahrhundert                                | D-5-75-150-18 | BW   |
| Neuebersbach 14 (Standort) | Ehemaliges Forsthaus | Giebelständiger, eingeschossiger Frackdachbau, Ostseite zweigeschossig, im Obergeschoss Gitterfachwerk, letztes Viertel 18. Jahrhundert | D-5-75-150-19 | BW   |

### Pirkachshof
| Lage                     | Objekt                                     | Beschreibung                                                                        | Akten-Nr.     | Bild |
| ------------------------ | ------------------------------------------ | ----------------------------------------------------------------------------------- | ------------- | ---- |
| Pirkachshof 1 (Standort) | Ehemaliger Gutshof, sogenannter Pirkachhof | Zweigeschossiger Walmdachbau mit verputztem Fachwerkobergeschoss, bezeichnet „1716“ | D-5-75-150-20 | BW   |